# Примар
Прима́р (рум. primar) — мер міста в Румунії та Молдові. Слово "прима́р" походить від народного латинського «primarius».

## Молдова

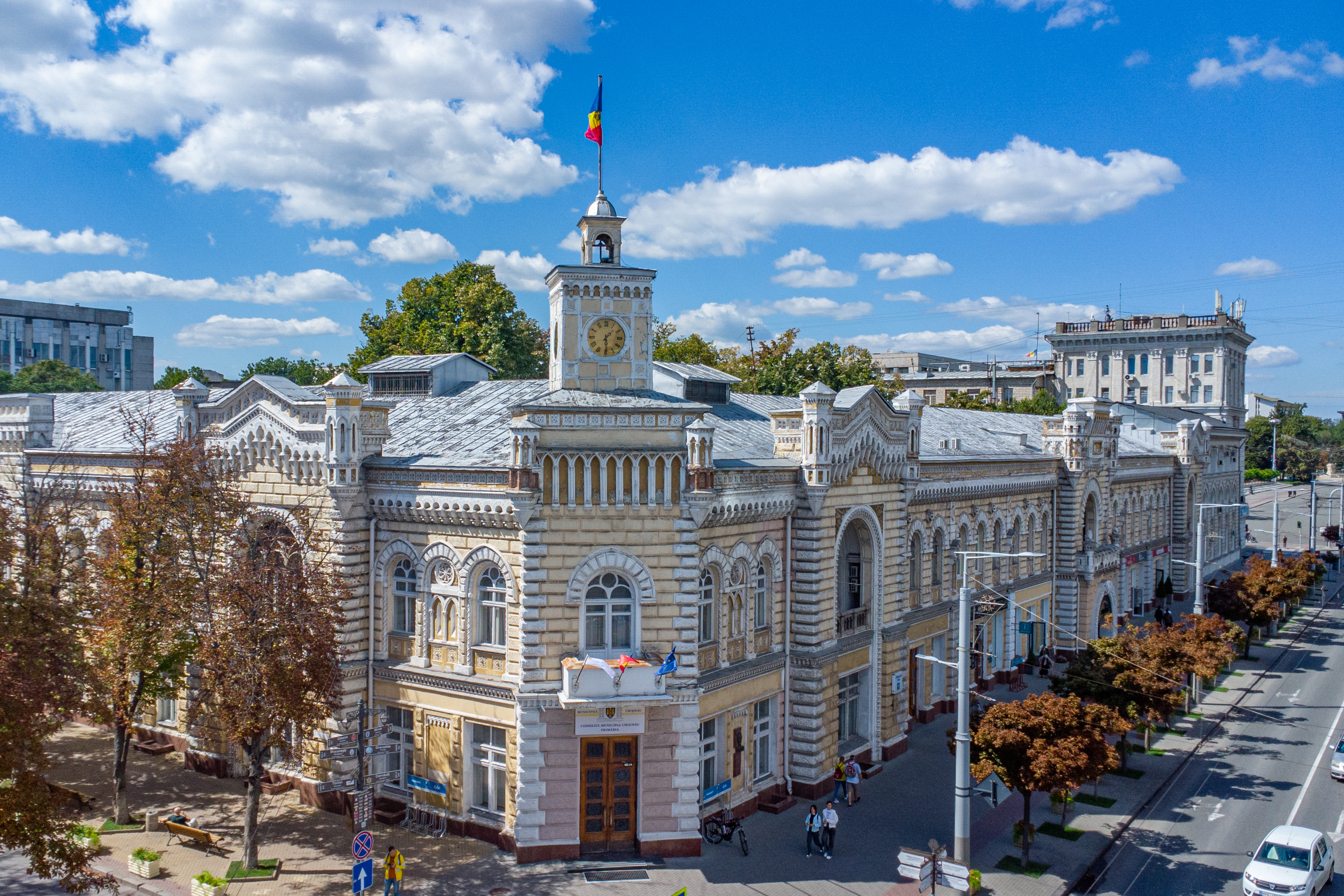
Мерія Кишинева

У Молдові примар — представницька влада населення адміністративно-територіальної одиниці та виконавча влада місцевої ради, обрана на основі загального, рівного та прямого виборчого права при таємному та вільному голосуванні. Примарів обирають відповідно до Кодексу про вибори. Місцеві ради та примари вирішують суспільні справи сіл (комун), міст (муніципіїв) відповідно до закону.
1. Села (комуни) і міста (муніципії) мають по одному примару і одному заступнику примара, муніципії Бєльці, Бендери, Комрат і Тирасполь мають по одному примару і по три заступники примара, муніципій Кишинів має одного генерального примара та чотирьох заступників примара, обраних відповідно до законом.
2. Міста з чисельністю населення понад 15 000 можуть мати, за рішенням відповідної ради, двох заступників примара. Заступники примарів сіл (комун), міст (муніципіїв) із чисельністю населення не більше 5 000 виконують свої обов'язки, як правило, на громадських засадах.
3. На заступників примарів поширюється дія Закону про статус місцевої виборної особи.

### Підтвердження законності виборів та визнання мандату примара
1. Підтвердження законності виборів примара та визнання його мандату здійснюються відповідно до Кодексу про вибори.
2. Факт визнання або невизнання мандата примара доводять до відома громадськості та повідомляє суддя на першому засіданні ради або на її позачерговому засіданні.
3. У разі невизнання мандату примара проводять нові вибори відповідно до Кодексу про вибори.

### Дострокове припинення мандату примара
1. Примар здійснює свої повноваження з дня визнання його мандата до дати визнання наступного мандата примара, за винятком випадків дострокового припинення мандата. Термін повноважень примара може бути продовжений за законом лише у випадках війни чи катастрофи.
2. Мандат примара достроково припиняється в разі:
  1. його відкликання через місцевий референдум відповідно до Кодексу про вибори;
  2. подання у відставку;
  3. несумісності посад;
  4. неможливості виконання ним своїх обов'язків протягом більш ніж чотирьох місяців поспіль, зокрема, через хворобу;
  5. набуття чинності щодо нього обвинувального вироку;
  6. його смерті.
3. Місцева рада відповідно до Кодексу про вибори може ініціювати місцевий референдум про відкликання примара шляхом таємного голосування в разі, якщо він вчинив дії, що суперечать Конституції, порушує або не виконує обов'язків, покладених на нього цим законом та іншими нормативними актами, що встановлено  чинним судовим рішенням.

### Основні повноваження примара
Виходячи з компетенції адміністративно-територіальної одиниці першого рівня примар здійснює на керованій території такі основні повноваження:
1. у галузі забезпечення правопорядку:
  1. забезпечує виконання рішень місцевої ради;
  2. забезпечує у межах своєї компетенції дотримання положень Конституції, законів та інших нормативних актів;
  3. констатує порушення чинного законодавства, вчинені фізичними та юридичними особами на керованій території, вживає заходів щодо їх усунення або припинення та за необхідності звертається до правоохоронних органів;
  4. забезпечує громадський порядок через співробітників поліції, народні дружини, аварійно-рятувальну службу та органи цивільного захисту, які, відповідно до закону, зобов'язані негайно реагувати на запити примара;
  5. ініціює проведення місцевого референдуму, а також інших заходів щодо проведення консультацій з населенням щодо найважливіших питань місцевого значення; вживає заходів щодо організації виборів та референдумів;
  6. вживає передбачених законом заходів щодо проведення зборів громадськості, здійснює нагляд за ярмарками, ринками, парками та місцями розваг та вживає оперативних заходів щодо забезпечення їх нормального функціонування;
  7. вживає заходів щодо заборони або призупинення вистав та інших публічних заходів, які порушують правопорядок або посягають на моральність;
  8. реєструє громадські об'єднання, які мають намір провадити діяльність на території даної адміністративно-територіальної одиниці, надаючи відповідну інформацію уповноваженим органам;
  9. сприяє функціюванню служб реєстрації актів громадянського стану;
  10. представляє в юридичних відносинах село (комуну), місто (муніципій) як юридичну особу;
2. в економічній та фінансово-бюджетній галузі:
  1. подає місцевій раді щорічно або за необхідності звіти про соціально-економічне становище села (комуни), міста (муніципію);
  2. координує розробку примерією проєкту місцевого бюджету та складання звіту про виконання бюджету та подає їх місцевій раді на затвердження;
  3. виконує функції головного розпорядника кредитів села (комуни), міста (муніципію);
  4. перевіряє за посадою або на вимогу надходження коштів до місцевого бюджету та їх витрачання та інформує про стан місцеву раду;
  5. організує надання комунальних послуг, послуг місцевого транспорту, послуг зі збирання відходів, служби інженерних мереж та інших подібних послуг та забезпечує їх нормальне функціювання;
  6. проводить інвентаризацію та керує, в межах компетенції, майном села (комуни), міста (муніципію), що належить до публічної та приватної сфер;
  7. координує та контролює діяльність громадських служб, підпорядкованих місцевій раді;
  8. видає дозволи, передбачені законом;
3. у сфері кадрової політики:
  1. пропонує структуру, штатний розпис, умови оплати праці працівників примерії та подає їх місцевій раді на затвердження, розробляє та затверджує статус персоналу примерії;
  2. призначає на посаду та звільняє з посади службовців примерії, керує їх діяльністю та контролює її, сприяє професійному становленню та перепідготовці;
  3. встановлює повноваження заступника (заступників) примара та службовців примерії;
4. в галузі освіти, соціального захисту та охорони здоров'я:
  1. сприяє забезпеченню умов для нормального функціювання навчальних закладів, закладів культури та охорони здоров'я, які обслуговують відповідний населений пункт;
  2. здійснює від імені місцевої ради опіку та піклування та контролює діяльність опікунів та піклувальників;
  3. організовує та контролює виконання заходів щодо соціального захисту та соціальної допомоги;
  4. координує діяльність із соціального захисту дітей, багатодітних сімей, людей похилого віку, інвалідів, інших категорій соціально вразливих осіб, підтримує діяльність суспільно корисних громадських об'єднань, що функціонують на території села (комуни), міста (муніципія);
  5. забезпечує реалізацію національних та місцевих програм щодо використання робочої сили, створення нових робочих місць та організації платних громадських робіт;
5. в галузі екології та облаштування території:
  1. забезпечує розробку генерального містобудівного плану та документації з містобудування та облаштування території, подає їх на затвердження місцевій раді;
  2. забезпечує виконання громадських робіт згідно з проєктною документацією;
  3. вживає заходів щодо забезпечення охорони навколишнього середовища;
6. в галузі оборони та надзвичайних ситуацій:
  1. здійснює спільно з військовим центром заходи щодо призову громадян на строкову військову службу та військові збори, вносить місцевій раді на затвердження обсяг фінансових коштів, необхідних для організації у відповідному населеному пункті підготовки до мобілізації;
  2. як голова Комісії з надзвичайних ситуацій, вживає спільно з центральними галузевими органами та їх громадськими службами на місцях заходів щодо запобігання та зменшення наслідків стихійних лих, катастроф, пожеж, епідемій, епіфітотій та епізоотій та, у разі потреби, мобілізує для цих цілей мешканців, господарства, громадські установи населеного пункту, які мають здійснити намічені заходи;
7. в інших галузях:
  1. підтримує відносини співпраці з населеними пунктами інших країн, сприяє розширенню кооперації та прямих зв'язків із ними;
  2. рекомендує місцевій раді кандидатури вітчизняних та зарубіжних фізичних осіб, які мають особливі заслуги для присвоєння звання почесного громадянина села (комуни), міста (муніципію).

Примара може здійснювати й інші повноваження.